# The Speed of Snow
The Speed of Snow is de zevende uitgave van de Duitse gitarist en toetsenist Jerome Froese. Het is een ep, die in een oplage van 1000 stuks verscheen op zijn eigen Moonpop-platenlabel. Het studioalbum is opgenomen in Berlijn. De muziek twinkelt je als sneeuwvlokken in de oren vanwege de heldere instrumentatie van de nummers. Froese lijkt langzaam los te komen van Tangerine Dream de band van zijn vader, maar gaat tegelijkertijd terug naar de muziek die zijn vader Edgar Froese in zijn begindagen componeerde.

## Musicus
- Jerome Froese – alle instrumenten waaronder synthesizers en gitaar

## Composities
1. The Speed of Snow (6:38)
2. A Cold Spell in Spring (5:53)
3. Summer Light Fantastic (5:48)